# حاج میرزا بابا قوام‌السادات
میرزابابا قوام‌السادات از سیاستمداران ایرانی بود، که در دوره نخست بعنوان نماینده قوچان در مجلس شورای ملی حضور داشت.